# Ensō

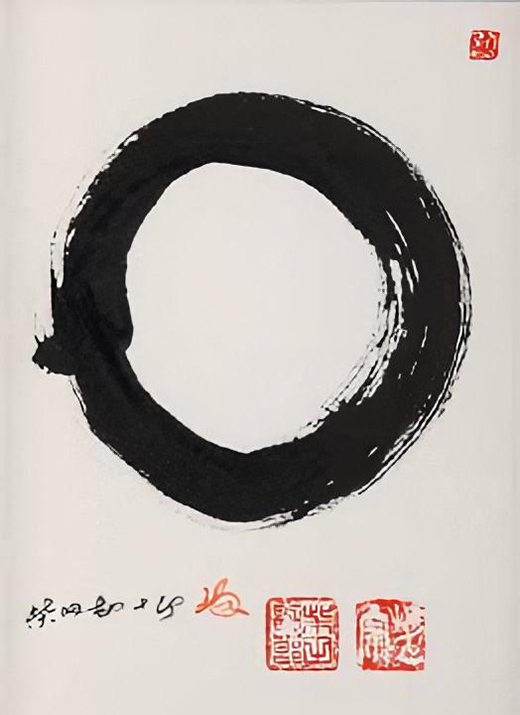
Calligrafia di Kanjuro Shibata XX

Ensō (円相) è una parola giapponese che significa cerchio. L'ensō è forse il soggetto più comune della calligrafia giapponese. Esso simboleggia l'illuminazione, la forza, l'universo.
È ritenuto da molti che l'indole dell'artista sia completamente rivelata dal modo in cui disegna questo cerchio; inoltre si ritiene che solo chi sia mentalmente e spiritualmente completo possa disegnare un vero ensō. Alcuni artisti disegnano un ensō ogni giorno, come una sorta di diario spirituale.
Alcuni disegnano l'ensō con un'apertura nel cerchio, mentre altri lo completano. L'apertura potrebbe simboleggiare che questo cerchio non sia separato dal resto delle cose ma faccia parte di qualcosa di più grande, come in una corrispondenza biunivoca.
L'ensō è un simbolo sacro nel buddhismo zen, ed è spesso usato dai maestri zen come firma nelle loro opere.